# Novaja Ljalja
Novaja Ljalja è una città della Russia siberiana nordoccidentale (Oblast' di Sverdlovsk), situata sul fiume omonimo 306 km a nord del capoluogo Ekaterinburg; dal punto di vista amministrativo, dipende dal Novoljalinskij rajon, del quale è capoluogo.

## Società

### Evoluzione demografica
Fonte: mojgorod.ru
- 1959: 17.800
- 1979: 16.900
- 1989: 15.700
- 2007: 13.500